# Lisbon Underground Music Ensemble
Lisbon Underground Music Ensemble é um projecto musical português dedicado a explorações que incluem o jazz, o rock, o funk e a música clássica, associando a composição à improvisação. O projecto é liderado por Marco Barroso, e integra um grupo de 15 nomes experientes da cena jazzística e erudita portuguesa.